# El rico y Lázaro
El rico y Lázaro (título original: O Rico e Lázaro) es una telenovela brasileña producida por Casablanca, emitida a través de RecordTV y creada por Paula Richard. Fue estrenada el 23 de marzo de 2017. Es protagonizada por Milena Toscano, Dudu Azevedo, y con la participación antagónica de Igor Rickli, Ângelo Paes Leme, Christine Fernandes,Heitor Martinez, Adriana Garambone, Stephanie Brito, Zé Carlos Machado,  Cássio Scapin, Gustavo Leão, Henri Pagnoncelli  .
La novela se basa en la parábola bíblica del Rico epulón y el pobre Lázaro. Fue precedida por Josué y la tierra prometida y seguida por Apocalipse.

## Sinopsis
El rey Joacim y el pueblo hebreo han empezado su propio camino dándole la espalda a Dios y adorando a los dioses paganos. Pero cuando el profeta Jeremías intenta advertirles, el pueblo hebreo trata de lapidarlo llamándolo traidor y falso profeta, sin embargo su profecía se cumple con la llegada del Rey Nabucodonosor II y su esposa la Reina Amytis. Por otro lado está la historia del triángulo amoroso que envuelve a Joana, Zac y Asher, quienes fueron amigos desde niños, pero al crecer tanto Zac como Asher se enamoraron de Joana, la cual únicamente corresponde al amor de Asher.

## Elenco
| Elenco              | Personaje                       |
| ------------------- | ------------------------------- |
| Dudu Azevedo        | Lázaro/Asher                    |
| Igor Rickli         | Epulón/Zac                      |
| Milena Toscano      | Joana                           |
| Christine Fernandes | Sammu-Ramat                     |
| Ângelo Paes Leme    | Nebuzaradan                     |
| Heitor Martinez     | Nabucodonosor, Rey de Babilonia |
| Adriana Garambone   | Amitis, Reina de Babilonia      |
| Gabriel Gracindo    | Daniel/Baltazar                 |
| Sthefany Brito      | Nitocris, Princesa de Babilonia |
| Kayky Brito         | Evil-Merodac, Rey de Babilonia  |
| Pérola Faria        | Kassaia, Princesa de Babilonia  |
| Cássio Scapin       | Beroso                          |
| Denise Del Vecchio  | Elga                            |
| Lucinha Lins        | Zelfa                           |
| Paulo Figueiredo    | Zadoque                         |
| Zé Carlos Machado   | Fassur                          |
| Vera Zimmermann     | Reina Neusta                    |
| Roger Gobeth        | Absalom                         |
| Gabriela Moreyra    | Reina Shamiran                  |
| Cássia Linhares     | Shag-Shag                       |
| Vítor Hugo          | Jeremías                        |
| Licurgo Spinola     | Ezequiel                        |
| Guilherme Lopes     | Baruc                           |
| Tammy di Calafiori  | Lia                             |
| Eduardo melo        | Lior                            |
| Karen Marinho       | Naomi                           |
| Marcos Breda        | Ravina                          |
| Cláudia Mauro       | Ilana                           |
| Graziella Schmitt   | Dana                            |
| Henri Pagnoncelli   | Chaim                           |
| Osmar Silveira      | Joaquin                         |
| Augusto Garcia      | Nabonido, Rey de Babilonia      |
| Anderson Müller     | Tamir                           |
| Renato Rabello      | Shamir                          |
| Michelle Batista    | Talita                          |
| Giselle Batista     | Samira                          |
| Gustavo Leão        | Rabe-Sáris                      |
| Guilherme Carvalho  | Abel (hijo de Lázaro y Joana)   |
| Estela Leimig       | Marta (hija de Lázaro y Joana)  |
| Thaís Morello       | Dinah (hija de Lázaro y Joana)  |
| Nícolas Sanches     | hijo de Absalom y Dana          |
| Milena Melo         | hija de Absalom y Dana          |
| Carolina Sanchi     | Esposa de Oziel                 |

### Los niños
| Elenco                            | Personaje                        |
| --------------------------------- | -------------------------------- |
| Maitê Padilha                     | Joana (1ª Fase)                  |
| Cristian Guedes                   | Zuriel (1ª Fase)                 |
| Débora Ozório                     | Nitócris (1ª Fase)               |
| Daniel Breda                      | Matias (1ª Fase)                 |
| Júlia Maggessi                    | Sammu-Ramat (1ª Fase)            |
| Henrique Filgueiras               | Joaquin (1ª Fase)                |
| Kevin Vechiatto                   | Nicolau (1ª Fase)                |
| Luiza González                    | Kassaia (1ª Fase)                |
| Lucas Burgatti                    | Tamir (1ª Fase)                  |
| Rodrigo Tavares                   | Hassube (1ª Fase)                |
| Vinícius Scribel                  | Rabe-Sáris (1ª Fase)             |
| Rafael Gevú                       | Asher (1ª Fase)                  |
| Gabriel Felipe                    | Zac (1ª Fase)                    |
| Diogo Caruso                      | Labash Marduk                    |
| Danilo Maia                       | Evil-Merodaque (1ª Fase)         |
| Guilherme Seta                    | Hurzabum (1ª Fase)               |
| Letícia Pedro                     | Rebeca (1ª Fase)                 |
| João Barreto                      | Belsazar                         |
| Lívia Inhudes                     | Dana (1ª Fase)                   |
| Leonardo Braga                    | Shamir (1ª Fase)                 |
| Matheus Costa                     | Nabonido (1ª Fase)               |
| Vitor Colman                      | Absalom (1ª Fase)                |
| Theo Salomão                      | Benjamin                         |
| Isabella Silvestre/Nathalia Costa | Ava                              |
| Vitoria Rangel                    | Ainoa                            |
| Ricardo Silva                     | Saul                             |
| Júlia Barca                       | Débora                           |
| Pedro Carminati                   | Tamuz                            |
| João Guilherme Fonseca            | Simon                            |
| Fernanda Junqueira                | Kassaia (hija de Evil-Merodaque) |
| Gigi Cardoso                      | Shala                            |
| Giovanna Bercê                    | Dakini                           |
| Davi de Oliveira                  | Aaron                            |
| João Fernando Pydd                | David                            |

## Controversias

### Problemas en la producción
El Rico y Lázaro enfrentó dificultades técnicas durante el proceso de grabación. Diversos problemas, desde agotamiento físico y nervioso de colaboradores, desmayos y hasta ataques por enjambre de abejas fueron relatados. En febrero, debido al defecto de un aire acondicionado, una persona sufrió un desmayo por calor, llevando a la indignación de varios colaboradores. El día 10 de marzo, un empleado entró desesperado a uno de los estudios de grabación con el cuerpo cubierto por abejas. El 14 de marzo, un doble sufrió quemaduras y fue llevado al hospital.
Algunas semanas después, la productora determinó la fecha para finalizar las grabaciones, cediendo los estudios para la producción y grabación de la serie Apocalipse. El equipo de El Rico y Lázaro inició entonces una maratón de grabaciones que se extendió de domingo a domingo, llevando a algunos actores al agotamiento físico y nervioso. El actor Ângelo Paes Leme, quien interpretó a Nebuzaradan, se ausentó de las grabaciones el 11 de abril, alterando el ritmo original de la telenovela. En julio, debido a una crisis de estrés, la actriz Tammy Di Calafiori abandonó las grabaciones después de exclamar "disculpen gente, ya no aguanto más". A fin de ese mismo mes, con el término de las grabaciones, la actriz Milena Toscano, protagonista de la novela, decidió no renovar su contrato, cerrando así su breve paso por el canal.